# 蓬图斯·汉松
蓬图斯·汉松（瑞典語：Pontus Hanson，1884年5月24日—1962年12月4日），瑞典男子游泳、水球运动员。他曾代表瑞典参加1908年、1912年和1920年夏季奥林匹克运动会，共获得一枚银牌和三枚铜牌。